# بطولة الأمم الست 2002
بطولة الأمم الستة 2002 (بالإنجليزية: 2002 Six Nations Championship)‏ هو الموسم 108 من  بطولة الأمم الستة. أقيم خلال الفترة 2 فبراير 2002 وحتى 7 أبريل 2002، وكان عدد الأندية المشاركة فيه  6، وفاز فيه منتخب فرنسا الوطني لاتحاد الرغبي.